# Мойкинское сельское поселение

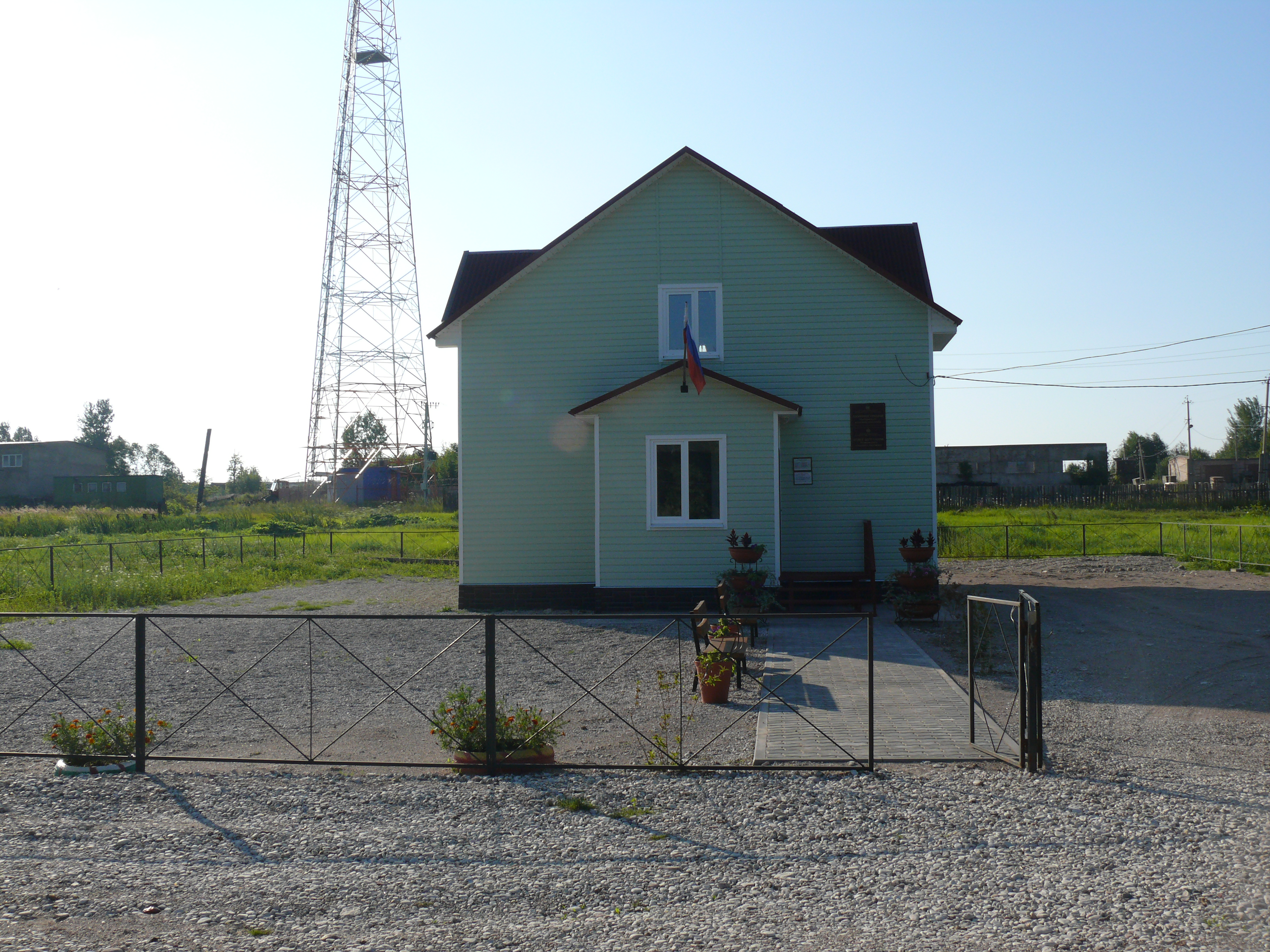
Администрация Мойкинского сельского поселения

Мо́йкинское сельское поселение — муниципальное образование в Батецком муниципальном районе Новгородской области России. 
Административный центр — деревня Мойка, находится в 25 км к востоку от райцентра — посёлка Батецкий.
Территория сельского поселения расположена на северо-западе Новгородской области. По территории протекает река Луга.

## История
Мойкинское сельское поселение было образовано в соответствии с законом Новгородской области от 11 ноября 2005 года № 559-ОЗ; административным центром была — деревня Чёрное. Законом Новгородской области от 30 марта 2010 г. № 714-ОЗ поселение было вновь образовано: путём объединения упразднённых Вольногорского сельского поселения и Мойкинское сельского поселения во вновь образованное муниципальное образование Мойкинское сельское поселение с административным центром в деревне Мойка.

## Население
| 2010  | 2012  | 2013  | 2014  | 2015  | 2016  | 2017  |
| ----- | ----- | ----- | ----- | ----- | ----- | ----- |
| 1713  | ↘1633 | ↘1571 | ↘1516 | ↘1498 | ↘1497 | ↗1505 |
| 2021  |       |       |       |       |       |       |
| ↘1023 |       |       |       |       |       |       |

## Состав сельского поселения
| №  | Населённый пункт | Тип                             | Население |
| -- | ---------------- | ------------------------------- | --------- |
| 1  | Бор              | деревня                         | 15        |
| 2  | Борок            | деревня                         | 79        |
| 3  | Велегощи         | деревня                         | 49        |
| 4  | Витцы            | деревня                         | 4         |
| 5  | Вольная Горка    | деревня                         | 374       |
| 6  | Вольное Загорье  | деревня                         | 12        |
| 7  | Вольные Кусони   | деревня                         | 6         |
| 8  | Воронино         | деревня                         | 67        |
| 9  | Гастухово        | деревня                         | 6         |
| 10 | Голешино         | деревня                         | 2         |
| 11 | Григорьево       | деревня                         | 170       |
| 12 | Дорогобуж        | деревня                         | 7         |
| 13 | Дубровка         | деревня                         | 16        |
| 14 | Жестяная Горка   | деревня                         | 7         |
| 15 | Заосье           | деревня                         | 16        |
| 16 | Кошельково       | деревня                         | 1         |
| 17 | Кромы            | деревня                         | 5         |
| 18 | Крючково         | деревня                         | 10        |
| 19 | Лугско           | деревня                         | 4         |
| 20 | Люболяды         | деревня                         | 57        |
| 21 | Любуницы         | деревня                         | 20        |
| 22 | Марино           | деревня                         | 2         |
| 23 | Мойка            | деревня, административный центр | 341       |
| 24 | Мокрицы          | деревня                         | 4         |
| 25 | Мыселка          | деревня                         | 6         |
| 26 | Нехино           | деревня                         | 34        |
| 27 | Огурково         | деревня                         | 1         |
| 28 | Остров           | деревня                         | 98        |
| 29 | Очно             | деревня                         | 10        |
| 30 | Погост-Саблё     | деревня                         | 8         |
| 31 | Подборовье       | деревня                         | 18        |
| 32 | Саблё            | деревня                         | 5         |
| 33 | Середогощ        | деревня                         | 0         |
| 34 | Скачели          | деревня                         | 47        |
| 35 | Теребеник        | деревня                         | 6         |
| 36 | Торчиново        | деревня                         | 0         |
| 37 | Хотобужи         | деревня                         | 0         |
| 38 | Хреплё           | деревня                         | 10        |
| 39 | Чёрное           | деревня                         | 159       |
| 40 | Яковлева Горка   | деревня                         | 37        |

С апреля 2010 года из состава прежнего Вольногорского сельского поселения вошли также 14 деревень: Велегощи, Вольная Горка, Вольное Загорье, Вольные Кусони, Дубровка, Жестяная Горка, Кромы, Лугско, Люболяды, Любуницы, Мокрицы, Мыселка, Нехино и Очно.

## Экономика
На территории поселения действует сельскохозяйственное предприятие — колхоз «Верный путь» (основное направление деятельности — производство молока).